# Plants vs. Zombies Heroes
Plants vs. Zombies Heroes est un jeu vidéo de cartes à collectionner développé par PopCap Games et édité par Electronic Arts, sorti en 2016 sur iOS et Android.
Il fait partie de la série Plants vs Zombies. Dans ce jeu, le joueur incarne des héros qui se battent contre des héros adverses (Héros Plante vs Héros Zombie). C'est un jeu free-to-play.

## Système de jeu
Le jeu se joue avec un système de carte. Chaque carte peut être posée sur les lignes du tableau où va attaquer le héros de l'adversaire, chaque carte a ses talents, ses vies et ses dégâts. Le jeu possède un système de héros qui sont des personnages qui ont des cartes propre à eux qui font des effets pouvant changer le sens d'une partie. Le jeu est Jouable hors ligne.

## Accueil
- Pocket Gamer : 8/10[1]